# Så många tårar
Så många tårar är en dokumentärroman från 1999 av Siv Widerberg, där hon intervjuar Rukije Ukiqi.
Rukije är flykting från Kosovo. Hon är en vanlig, muslimsk tonårsflicka, som flytt från sitt hemland av skräck för polisförföljelser och krig. Fadern löpte risk att inkallas i den serbiska armén för att gå ut i strid mot sina egna. Han föredrog att lämna Kosovo.
Familjen visste inte vad de gav sig in på. De hade hört att Sverige var ett bra och demokratiskt land. Men de skulle bli besvikna många gånger. De flyttades runt från förläggning till förläggning. De försökte fly till Tyskland. De hämtades tillbaka. Pappan utvisades. Resten av familjen levde undangömd ute på landet i skräck och oro under två års tid.
Siv och Rukije berättar tillsammans om flyktingars verklighet i Sverige, i skuggan av Jugoslavienkrigen.